# 妇女反法西斯阵线
妇女反法西斯阵线（羅馬化：Antifašistička fronta žena，缩写为AFŽ/AФЖ）是南斯拉夫历史上的一个女性主义和反法西斯主義的群众组织。1942年12月6日，该组织在波斯尼亚彼得罗瓦茨的第一次全国妇女会议上成立。朱迪塔·阿拉吉奇是该组织的主要创始人。在第二次世界大战期间，该组织积极参与南斯拉夫抵抗運動。1953年9月26日—28 日，在贝尔格莱德召开“四大”，决定改名为南斯拉夫妇女协会联合会，并加入南斯拉夫劳动人民社会主义联盟。1961年4月，改名为南斯拉夫妇女社会地位问题代表会议。